# Manuel Motta
Manuel Motta (Lima, Perú; 7 de octubre de 1960 - 25 de febrero de 2021) fue un futbolista peruano que se desempeñó como delantero. Fue subcampeón nacional con el Club Atlético Chalaco y con el Club Centro Deportivo Municipal.

## Trayectoria
Se inició en el fulbito de su barrio natal en Lima, regateador, de toque rápido y veloz fue campeón escolar en su colegio El Guadalupe. Luego fue a las filas de los juveniles del Club Atlético Chalaco donde fue promovido al primer equipo debutando en 1978. Al año siguiente fue subcampeón nacional. Aunque no continuó en el club debido a problemas de salud, recaló en las filas del Club Juan Aurich de Chiclayo en 1980, para luego, al año siguiente, ser subcampeón nacional con el Club Centro Deportivo Municipal. Se retiró en el Defensor ANDA en 1983. 
Fue precursor del Futsal al que dedicó gran parte de su vida aun siendo parte de clubes de futbol y luego entrenador de las divisiones menores del Club Sporting Cristal. Falleció por causas relacionadas con la COVID-19.

## Clubes
| Club                            | País | Temporada |
| ------------------------------- | ---- | --------- |
| Club Atlético Chalaco           | Perú | 1978-1979 |
| Club Juan Aurich                | Perú | 1980      |
| Club Centro Deportivo Municipal | Perú | 1981      |
| Defensor ANDA                   | Perú | 1982-1983 |
| Club Atlético Chalaco           | Perú | 1985      |